# 요즘 것들이 수상해
《요즘 것들이 수상해》는 KBS 2TV에서 방영되었던 한국방송공사 예능 프로그램이다.

## 방송 시간
| 방송 채널 | 방송 기간                         | 방송 시간                  |
| --------- | --------------------------------- | -------------------------- |
| KBS 2TV   | 2022년 5월 25일 ~ 2022년 8월 10일 | 수요일 밤 23시 ~ 00시 10분 |

## 기획의도
"일단 가보자고!" 자신만의 꽃길을 찾아 나선 수상한 '요즘것들'의 관찰일기.
CP. 정택수
연출. 조민지 서지원

## 출연자
- 이경규
- 홍진경
- 정세운

## 시청률
| 회차 | 방송일          | AGB 시청률     |
| 회차 | 방송일          | 대한민국(전국) |
| ---- | --------------- | -------------- |
| 1    | 2022년 5월 25일 | 0.9%           |
| 2    | 2022년 6월 1일  | 1.7%           |
| 3    | 2022년 6월 8일  | 0.9%           |
| 4    | 2022년 6월 15일 | 1.3%           |
| 5    | 2022년 6월 22일 | 1.1%           |
| 6    | 2022년 6월 29일 | 0.7%           |
| 7    | 2022년 7월 6일  | 1.3%           |
| 8    | 2022년 7월 13일 | 1.1%           |
| 9    | 2022년 7월 20일 | 0.9%           |
| 10   | 2022년 7월 27일 | 0.7%           |
| 11   | 2022년 8월 3일  | 0.8%           |
| 12   | 2022년 8월 10일 | 1.2%           |